# Neithard Bethke
Neithard Bethke (2 de abril de 1942 em Wöhrden, Alemanha) é um organista, maestro e compositor alemão.

## Vida
Neithard Bethke é um dos organistas e maestros com especialização para música religiosa mais conhecidos do mundo. Em 1969 tornou se diretor de músicas na catedral evangélica luterana de Ratzeburg. Sendo aluno do famoso maestro Kurt Thomas, Lípsia, se dedicou a formar um coral exímio e transformar a catedral de Ratzeburg em um centro de música cristã. Quase todos grandes oratórios de Johann Sebastian Bach, Georg Friedrich Händel, Felix Mendelssohn-Bartholdy, Wolfgang Amadeus Mozart, Ludwig van Beethoven,Johannes Brahms, Anton Bruckner e muitos mais foram apresentados. Ele vivia dando recitais, principalmente no famoso órgão da catedral, e também viajando pelo mundo todo.
Nos últimos anos dedicou-se sempre mais à regência. Tornou-se maestro da "Orquestra Johann Sebastian Bach" da Alemanha regeu oratórios, sinfonias e óperas em vários países. Aposentou-se em 2007 na catedral, mas continua reger eventos de grande porte.
Neithard Bethke não aceitou chamadas para trabalhar em faculdades, a não ser para dar cursos temporários, mas aceitou de vez em quando alunos em particular, entre eles o maestro brasileiro Axel Bergstedt.
Depois de se aposentar foi chamado para ser maestro do Coral Acadêmico da Faculdade Görlitz-Zittau.

## Composições
As composições de Bethke destacam-se pela técnica do "acompanhamento alienado", o uso de acordes diferentes ao desenvolvimento das melodias, que ele aperfeiçoou com elementos da música programática. A maior óbra de Bethke é o óratório "Cruxifixus" para corais, solistas e grande orquestra sinfônica.
Os principais CDs de Neithard Bethke apresentam obras de Johann Sebastian Bach e Georg Friedrich Händel, além da romántica alemã e francesa e composições próprios.